# NGC 2165
NGC 2165 este o galaxie situată în constelația Vizitiul. A fost descoperită în 12 februarie 1831 de către John Herschel.